# Les Marches de la gloire
Les Marches de la gloire est une émission de télévision française de type reality show adaptée du format américain Rescue 911 diffusée du 11 septembre 1992 au 18 juin 1993 sur TF1 samedi soir et animée par Laurent Cabrol. 
Le principe de l'émission étant de mettre en scène des actes de sauvetage commis par des gens ordinaires. L'émission reconstituait ainsi ces moments héroïques avant de faire venir sur le plateau de l'émission les vrais protagonistes de chaque histoire.

## Historique
La Nuit des héros diffusée chaque samedi soir depuis 14 septembre 1991 permet à Antenne 2 de battre les émissions de divertissement en termes d'audience de TF1 du samedi soir.
Fort de son succès, TF1 débauche Laurent Cabrol, qui débarque sur la Une avec armes et bagages en septembre 1992, avec cette même émission rebaptisée Les Marches de la Gloire sur TF1, et diffusée la veille de La Nuit des héros, chaque samedi soir jusqu'en 1993, avec la même équipe.
Initialement prévue pour le  5 septembre 1992 sur TF1, Les Marches de la gloire ne démarre que le 19 septembre 1992.
La chaîne TF1 est condamnée quelques mois plus tard à payer à France 2, 55 millions de francs de dommages et intérêts pour plagiat. La Nuit des héros diffuse ainsi son dernier numéro le 26 décembre 1992, dans l'indifférence générale, en face du Grand Bluff, de Patrick Sebastien, sur TF1, émission qui détient le record d'audience absolue en France avec 17,5 millions de téléspectateurs.

## Concept
L'émission montre des actes de sauvetage commis par des gens ordinaires. L'émission reconstituait ainsi ces moments héroïques avant de faire venir sur le plateau de l'émission les vrais protagonistes de l'histoire. Une reconstitution par semaine provenait de l'émission originale Rescue 911 de CBS, ou de sa version italienne Ultimo minuto de Rai 3.